# Вениамин Тудельский
Вениами́н Туде́льский (ивр. בנימין מטודלה‎, Биньямин ми-Тудела) — раввин из наваррского города Тудела, который в 1165—1173 годы предпринял паломничество в Святую землю, посетив по пути Марсель, Рим и Константинополь.

## Информация
Записки Вениамина Тудельского являются ценным источников для истории евреев в Византии.

Схема путешествия раввина Вениамина.

Как следует из оставленного Вениамином описания своего странствия, по пути он останавливался в еврейских общинах, выяснял их численность, записывал имена раввинов. Коммерческий интерес к драгоценным камням заставил его пуститься в путешествие на восток от Иерусалима, в ходе которого он посетил Дамаск и Багдад, морем обогнул Аравию и вернулся в Египет.
Книга Вениамина Тудельского была очень популярна, многократно переписывалась.
Впервые текст Вениамина Тудельского был напечатан в 1543 году в Константинополе (на иврите).
Латинский перевод его текста был популярен в Европе XVI века; русский перевод появился в печати в 1881 г. Помимо собственных странствий, в своём сочинении Вениамин передаёт рассказы мореходов об Индии, Цейлоне и дороге в Китай.
Классик еврейской литературы Менделе Мойхер-Сфорим написал по мотивам сочинения раввина из Туделы на идише трагикомический роман «Путешествие Вениамина Третьего».

## Публикации
- Книга странствий раби Вениамина / Пер. П. В. Марголина // Три еврейских путешественника. — М.-Иерусалим: Мосты культуры; Гешарим, 2004. — С. 57-256. — ISBN 5-93273-152-4.